# 右江壯語
右江壮语是壮语的一种，属北部台语支，通行于中国广西壮族自治区的田东、田阳、百色一带，使用人数大约有90万人左右。

## 历史与系属分类
母语使用者称其语言为Gangjdoj，意为“本地话”。
奥德里库尔在1956年调查了田阳县的北部壮语。:307–322
基于1950年代广西壮语调查的数据，田东县、田阳县和百色市郊区的田野调查被统合到一起。有时这套产物被称为“田阳音系”。在1999年，《壮语方言研究》中将其称为“右江土语”，:30在2007年，右江壮语作为一种独立语言加入《民族语》。

## 音系
右江壮语有10个声调，可被分析出20个声母和83个韵母，有些使用者会将/ʔb/和/ʔd/分别发成/m/和/n/。:62-65

## 书写系统
右江壮语有两套主要的方块壮字和罗马化方案。